# Контарненська селищна рада
Конта́рненська се́лищна ра́да — орган місцевого самоврядування у складі Шахтарської міської ради Донецької області. Адміністративний центр — селище міського типу Контарне.

## Загальні відомості
- Населення ради: 3 105 осіб (станом на 2001 рік)

## Історія
Донецька обласна рада рішенням від 24 вересня 2009 року у Шахтарській міській раді уточнила назву Контарної селищної ради на Контарнівську.

## Населені пункти
Селищній раді підпорядковані населені пункти:
- смт Контарне
- смт Московське

## Склад ради
Рада складається з 16 депутатів та голови.
- Голова ради: Янчук Олександр Анатолійович
- Секретар ради:

### Депутати
За результатами місцевих виборів 2010 року депутатами ради стали:

#### За суб'єктами висування
| Суб'єкт висування                                       | Кількість обраних депутатів | %    |
| ------------------------------------------------------- | --------------------------- | ---- |
| Партія регіонів                                         | 11                          | 68,8 |
| Самовисування                                           | 3                           | 18,8 |
| Політична партія Всеукраїнське об'єднання «Батьківщина» | 2                           | 12,5 |

#### За округами
| № округу                                                | Прізвище, ім'я, по батькові          | Дата визнання обраним | Освіта         | Партійна приналежність                        | Відомості про обраного депутата                                           |
| ------------------------------------------------------- | ------------------------------------ | --------------------- | -------------- | --------------------------------------------- | ------------------------------------------------------------------------- |
| Партія регіонів                                         |                                      |                       |                |                                               |                                                                           |
| 1                                                       | Могила Аліна Олексіївна              | 02.11.2010            | Освіта вища    | член Партії регіонів                          | загальноосвітня школа № 10, директор                                      |
| 2                                                       | Бєлкіна Валентина Миколаївна         | 02.11.2010            | Освіта вища    | член Партії регіонів                          | загальноосвітня школа № 10, заступник директора з науково-виховної роботи |
| 3                                                       | Каленик Людмила Василівна            | 02.11.2010            | Освіта вища    | член Партії регіонів                          | Контарнівська селищна рада, рахівник-касир                                |
| 4                                                       | Прокоф'єва Людмила Іванівна          | 02.11.2010            | Освіта вища    | член Партії регіонів                          | Контарнівська селищна рада, секретар                                      |
| 6                                                       | Климова Людмила Семенівна            | 02.11.2010            | Освіта вища    | член Партії регіонів                          | Контарнівська селищна рада, інспектор військово-облікового столу          |
| 8                                                       | Гончарова Світлана Вікторівна        | 02.11.2010            | Освіта вища    | член Партії регіонів                          | Приватне підприємство «Контарне», директор                                |
| 10                                                      | Тимофєєва Тетяна Василівна           | 02.11.2010            | Освіта вища    | член Партії регіонів                          | загальноосвітня школа № 10, секретар                                      |
| 12                                                      | Карташкіна Олена Юріївна             | 02.11.2010            | Освіта вища    | член Партії регіонів                          | навчально-виховний комплекс № 3, бібліотекар                              |
| 14                                                      | Олейникова Катерина Євгеніївна       | 02.11.2010            | Освіта вища    | член Партії регіонів                          | Контарнівська селищна рада, спеціаліст                                    |
| 15                                                      | Мілоненко Тетяна Анатоліївна         | 02.11.2010            | Освіта середня | член Партії регіонів                          | навчально-виховний комплекс № 3, секретар                                 |
| 16                                                      | Зайцева Наталя Євгеніївна            | 02.11.2010            | Освіта вища    | член Партії регіонів                          | навчально-виховний комплекс № 3, директор                                 |
| Політична партія Всеукраїнське об'єднання «Батьківщина» |                                      |                       |                |                                               |                                                                           |
| 9                                                       | Іванченко Валентина Миколаївна       | 02.11.2010            | Освіта середня | член Всеукраїнського об'єднання «Батьківщина» | ДФГП регіональні електричні мережі, слюсар                                |
| 13                                                      | Балахчи Тетяна Миколаївна            | 02.11.2010            | Освіта вища    | член Всеукраїнського об'єднання «Батьківщина» | пенсіонер                                                                 |
| Самовисування                                           |                                      |                       |                |                                               |                                                                           |
| 5                                                       | Бухановський Олександр Станіславович | 02.11.2010            | Освіта вища    | позапартійний                                 | пенсіонер                                                                 |
| 7                                                       | Іщенко Валерій Дмитрович             | 02.11.2010            | Освіта вища    | позапартійний                                 | копальня ім. В. І. Чапаєва, гірничий майстер                              |
| 11                                                      | Могила Оксана Юріївна                | 02.11.2010            | Освіта середня | позапартійна                                  | тимчасово не працює                                                       |